# جان هامل
جان هامل هو لاعب هوكي الجليد كندي، ولد في 6 يونيو 1952 في أسبستوس في كندا.

## وصلات خارجية
- جان هامل على موقع دوري الهوكي الوطني (الإنجليزية)
- جان هامل على موقع قاعة مشاهير الهوكي (لاعب أن.إتش.أل) (الإنجليزية)
- جان هامل على موقع EliteProspects.com (الإنجليزية)
- جان هامل على موقع HockeyDB.com (الإنجليزية)
- جان هامل على موقع Hockey-Reference.com (الإنجليزية)